# Jungiella domusdemariae
Jungiella domusdemariae is een muggensoort uit de familie van de motmuggen (Psychodidae). De wetenschappelijke naam van de soort is voor het eerst geldig gepubliceerd in 1984 door Wagner & Salamanna.